# Pico Jason
Pico Jason (en inglés: Jason Peak) es un pico, 675 metros (2.215 pies) de alto, situada 1 milla (1,6 km) al oeste del Puerto Jason, en la costa norte de Georgia del Sur. El nombre parece ser utilizado por primera vez en una carta del Almirantazgo británico en 1929.